# Laszlo Fazakaș
Laszlo Fazakaș (n. 21 februarie 1957, Nușfălău, Sălaj) este un deputat român în legislatura 2000-2004, ales în județul Bihor pe listele partidului UDMR. Laszlo Fazakaș a demisionat pe data de 18 decembrie 2000 și a fost înlocuit de deputatul Zoltan Kovacs.  

## Legături externe
- Laszlo Fazakaș[nefuncțională – arhivă]
 la cdep.ro